# نصف‌النهار ۸۲ درجه غربی
نصف‌النهار ۸۲ درجه غربی ۸۲مین نصف‌النهار غربی از گرینویچ است که از لحاظ زمانی 5ساعت و 28دقیقه با گرینویچ اختلاف زمانی دارد.
این نصف‌النهار از قطب شمال شروع و از مناطق زیر گذشته و به قطب جنوب ختم می‌شود.
- کانادا
- ایالات متحده آمریکا
- اقیانوس آرام